# My Ambulance
My Ambulance (tailandés: รักฉุดใจนายฉุกเฉิน) es una serie de televisión tailandesa producida por Nadao Bangkok y emitida por One 31 desde el 6 de septiembre hasta el 26 de octubre de 2019, protagonizada por Davika Hoorne, Sunny Suwanmethanont y Wongravee Nateetorn.

## Sinopsis
Peng es residente de un centro de emergencias, y Thantawan ha estado enamorado durante 15 años, principalmente porque poseen un poder mágico entre ellos que hace que Peng pueda ir a Thantawan cuando lo llama. Un día, tuvieron un accidente de tráfico y Thantawan está gravemente herido. Cuando se despertó, perdió el recuerdo del accidente. Sin que ella lo sepa, Peng y todas las personas que la rodean ocultan la verdad sobre el accidente.
Una joven y conmovedora interna, Chalam apareció en su vida y le recordó el mismo sentimiento que una vez tuvo por Peng. Si bien su poder mágico con Peng se ha debilitado, Chalam ha comenzado a tener el poder mágico que la lleva a su confusión: quién es el indicado para ella. Durante este tiempo, Peng también conoció a una nueva chica llamada Bami, que está enamorada de Peng y vino al hospital como conductor de ambulancia para acercarse a él.

## Reparto

### Personajes principales
- Davika Hoorne como Thantawan Popboribun
  - Sawanya Paisarnpayak como Thantawan (joven)
- Sunny Suwanmethanont como Parama Otwaphan (Peng)
  - Vachirawit Chivaaree como Peng (joven)
- Wongravee Nateetorn como Mahatmutra Sakulsirichai (Chalam)

### Personajes secundarios
- Kanyawee Songmuang como Bami Phibulsawatdi
- Putthipong Assaratanakul como Thara Thadalaksa (Tao)
- Krit Amnuaydechkorn como Tiwkaow Popboribun
- Ponlawit Ketprapakorn como Chonlathorn Khayanwongsa (Wan)
- Napat Chokejindachai como Wangkorn Hankul (Lek)
- Paweenut Panakorn como Tak
- Thiti Mahayotaruk como Thai
- Machida Sutthikulphanich como Khim

### Camafeo
- Lukkhana Siriwong como la madre de Peng
- Nitmon Ladapornphiphan como la niña con enfermedad cardíaca
- Buppa Suttisanon como la madre de Thantawan
- Nophand Boonyai como el padre de Thantawan
- Varit Hongsananda como Chao
- Banjong Pisanthanakun como psiquiatra

## Banda sonora
- Ice Paris y Pearwah Nichaphat - Rak Tit Siren (Love Siren) [5]
- Billkin - You Are My Everything [6]
- Sunny Suwanmethanont y Sky Wongravee - Love Message [7]
- Mai Davika - Tok Lum Rak (Heartbeat)
- Thanaerng Kanyawee - Mai Penrai Rok (It's OK) [8]
- Ice Paris - Rak Tit Siren (Love Siren) (Midnight Version) [9]
- Friday - Nao Ni (This Winter)
- Scrubb - Khao Kan Di (Well)
- Buachompoo Sahavat - Love Message